# تسلا سمی
تسلا سمی یک کامیون  کلاس ۸ با باتری است که توسط شرکت تسلا تولید شده است.  
تسلا ادعا می‌کند که تقریباً سه برابر یک کامیون نیمه دیزل معمولی قدرت دارد، بردی معادل ۵۰۰ مایل (۸۰۰ کیلومتر) و با مصرف انرژی کمتر از ۲ کیلووات-ساعت بر مایل (۱٫۲ کیلووات-ساعت بر کیلومتر) کار می‌کنند.
دو خودروی مفهومی در نوامبر ۲۰۲۳ رونمایی شدند. در ابتدا برنامه‌ریزی شده بود که تولید در اوایل سال ۲۰۱۹ آغاز شود، با پیش‌بینی تولید ۱۰۰۰۰۰ کامیون در سال تا سال ۲۰۲۲. تولید در اکتبر ۲۰۲۲ آغاز شد، و تحویل اولیه به پپسی‌کو در ۱ دسامبر ۲۰۲۲ انجام شد